# الشركة التونسية لصناعات التكرير
الشركة التونسية لصناعات التكرير، وتعرف أكثر باسم الستير (STIR) (بالفرنسية: Société Tunisienne des Industries de Raffinage)، هي الشركة الحكومية المكلفة بتكرير النفط وتوريد المحروقات في تونس والمشغلة للمصفاة الوحيدة للبلاد. أسست الشركة سنة 1961 في إطار اتفاقية شراكة بين الحكومة التونسية وشركة إيني الإيطالية. دخلت الشركة طور الإنتاج سنة 1963 ووقع تأميمها سنة 1975. رفعت طاقة إنتاج مصفاة الشركة من مليون إلى مليون ونصف المليون طن في السنة سنة 1979 ثم إلى 1.7 مليون سنة 1989. سنة 1999 كلفت الشركة من طرف الحكومة بتوريد كل المواد البترولية المكررة لتغطية حاجيات البلاد. تنتج الشركة سنويا 1.683 مليون طن من المحروقات وتورد 2.690 طن. تملك الشركة مستودعا لخزن المواد البترولية يتكون من 60 خزانا بطاقة مليون مكعب كما للشركة ميناء بترولي تقدر كميات الشحن والتفريغ فيه ب2000 طن في الساعة بالنسبة للنفط الخام و1000 طن في الساعة بالنسبة للمواد البترولية الأخرى. في يوليو 2007 أمضت الشركة مع قطر للبترول عقدا مدته 30 عاما يقضى بموجبه بناء وتشغيل الشركة القطرية لمصفاة لتكرير النفط في ميناء الصخيرة بطاقة إنتاجية تصل إلى 150 ألف برميل يوميا. تعد الشركة أكبر شركة تونسية على الإطلاق من حيث الإيرادات التي فاتت المليار دينار لأول مرة سنة 2001. يتبع للشركة فريق ستير جرزونة.

## وحدات الإنتاج للشركة
- وحدة التكرير الأول للنفط الخام.
- وحدة التهذيب بمفعول الحرارة والضغط.
- وحدة المعالجة الكيمياوية للغاز المسال والبنزين الخفيف.
- وحدة المزج وتلوين المواد البترولية.
- محطة توليد الطاقة الكهربائية لتلبية حاجيات المصفاة من الطاقة.